# Di Credico
Robert Di Credico est un artiste peintre figuratif, sculpteur et acteur né en 1957. Son atelier de peinture se situe à Aix-les-Bains en Savoie. Ses œuvres ont pour thème principaux la musique (jazz, tango), les échecs, l’Espagne, Don Quichotte…

## Performances artistiques
Il exécute, à travers le monde, des toiles de très grandes dimensions, en temps réel, devant un public. Cette forme de pratique de l’art de peindre s’appelle le Happening.
Parmi les nombreuses peinture effectuées ainsi, on peut citer l’œuvre géante faites lors du 50e anniversaire de l’ONU de Genève. Ce tableau fut exécuté devant un public d’environ 22 000 personnes. Il effectue régulièrement ce type de prestation "live".
Considéré par les spécialistes comme l'un des meilleurs peintres savoyards contemporains, ses performances sont visibles un peu partout à travers le globe. On en trouve à Paris, à Pékin, à New York, à Genève (ONU), à Istanbul, ainsi qu’à Shanghai, à Aix-les-Bains (Casino)…
Passionné de musique et de cinéma, il a tourné pour le réalisateur Gaetano Naccarato (primé à Hollywood) et dans la série Sortie de Secours de Richard Delay, dans laquelle il présente ses talents méconnus de sculpteur.

## Ses œuvres
Ceci est une liste non exhaustive
| Thème de la musique - Le Chef Vaporeux - Format : 116 × 89 - Duo A La Trompette - Format : 92 × 73 - Le Chef Oiseau - Format : 92 × 73 - Piano Bar - Format : 81 × 65 - Trio Jazz - Format : 116 × 89 - série de portraits de grandes voix de la chanson française Thème espagnol - La Corrida - Format : 92 × 73 - Le Torero A Genoux - Format : 81 × 65 - La Danseuse Et L’Ombre - Format : 65 × 54 - L’Andalouse - Format : 73 × 60 - Flamenco Rouge - Format : 116 × 89 Thème Don Quichotte - Don Quichotte et Sancho - Format : 116 × 89 - Don Quichotte et Rossinante - Format : 81 × 65 - Don Quichotte pose - Format : 116 × 89 - Rossinante s’emballe - Format : 81 × 65 - Don Quichotte et sa lance - Format : 81 × 65 | Thème Échecs - Le Joueur d’Échecs - Format : 130 × 97 - Le Fou Prend Le Cavalier - Format : 116 × 89 - La Connivence - Format : 116 × 89 - La Soumission - Format : 92 × 73 - Le Vertige Du Joueur d’Échecs - Format : 92 × 73 Thème Mythologie - Le Salut - Format : 116 × 89 - Le Pardon - Format : 116 × 89 - Thésée Contre Le Minotaure - Format : 100 × 81 - La Licorne - Format : 100 × 81 - Le Phoenix - Format : 116 × 89 Thème Nus - Nu Sur Fond Orange - Format : 116 × 89 - Nu Sur Fond Bleu - Format : 100 × 81 - Paysage De Nu - Format : 81 × 65 - Torsion - Format : 100 × 81 - Courbes - Format : 65 × 54 |  |

## Expositions
Liste non exhaustive des principales expositions de l’artiste, classées par date.
- 1987 - Chambéry : Galerie du Carré Curial.
- 1989 - Lyon : Exposition Institut Culturel Italien.

 Lyon : Exposition Maison des Avocats.
 Bourgoin-Jallieu : Exposition Médecins sans frontières.
- 1990 - Varsovie : Happening CJD, rapprochement France-Pologne
- 1991 - Saint-Tropez : Exposition Octave Café Galerie.

 Saint Paul de Vence : Exposition Arte Laberinto Galerie.
- 1992 - Lyon : Exposition Galerie Les Peintres de Demain.
- 1993 - Paris : Exposition Galerie Les Peintres de Demain.
- 1995 - Genève : Exposition Cercle des Dirigeants.

 Bourgoin-Jallieu : Exposition Espace Grenette.
 Genève : Exposition et Happening Palais des Nations unies à Genève.
- 1996 - Genève : Exposition Banque Diamantaire Anversoise.
- 1997 - Annecy : Exposition Abbaye de Talloires.

 Carcassonne : Exposition et Happening pour le Conseil Général de l’Aude.
- 1999 - Paris : Exposition Presse-Club de France.

 Aix les bains : Exposition et Happening Casino Grand Cercle.
 Genève : Exposition Palais des Nations unies.
 Pézenas : Exposition et Happening pour le Festival International du Film des Métiers.
- 2000 - Dusseldorf : Exposition et Happening Salon WIRE pour CFME ACTIM.

 Shanghai : Exposition et Happening Ministère du Commerce Extérieur.
 Villars : Exposition et Happening en mémoire de Sir Georg Solti.
- 2001 - Istanbul : Exposition et Happening Société TERTEK.

 Pékin : Exposition et Happening pour la clôture de l’Exposition Française en Chine.
 Istanbul : Exposition et Happening Salon International de la Peinture.
 Istanbul : Happening pour la CCIF et Peugeot -Turquie.
- 2002 - Istanbul : Exposition Almelek Gallery.
- 2003 - New York : Happening au Plaza hôtel pour l’élection de l’Homme de l’Année, Franck Riboud, PDG de Danone.

 Istanbul : Exposition pour Almelek Gallery à Tuyap Salon International.
- 2004 - Cannes : Happening pendant le festival de Cannes pour le Sport’a vie en présence de SAS le Prince Albert de Monaco